# Atsuto Oishi
Atsuto Oishi (大石 篤人 Ōishi Atsuto?,  nacido el 24 de octubre de 1976 en Osaka) es un exfutbolista japonés. Jugaba de centrocampista y su último club fue el Ventforet Kofu de Japón.

## Trayectoria

### Clubes
| Club           | País  | Año  |
| -------------- | ----- | ---- |
| Ventforet Kofu | Japón | 1999 |